# Tweede Kamerverkiezingen 1994/Kandidatenlijst/De Groenen
Dit is de kandidatenlijst voor de Tweede Kamerverkiezingen 1994 van De Groenen. Veertien van de dertig kandidaten waren overal verkiesbaar, de andere zestien in alle kieskringen behalve kieskring 3 (Assen).

## De lijst
1. Hein Westerouen van Meeteren - 7.345 stemmen
2. Christy Duijvelaar - 1.493
3. Marten Bierman - 394
4. Herman Verbeek - 1.410
5. Rob Visser (niet in kieskring 3) - 267
6. Bart Kuiper - 146
7. Yvonne Paulis-Olf (niet in kieskring 3) - 336
8. Kirsten Kuipers - 281
9. Dirk van Niekerk - 76
10. Jelle Theunisz (niet in kieskring 3) - 68
11. Willem Kamper (niet in kieskring 3) - 67
12. Toine van Bergen - 94
13. Nora Borsboom (niet in kieskring 3) - 124
14. Jan de Boer (niet in kieskring 3) - 81
15. Elke Wisseborn - 65
16. Peter Heukels - 52
17. Peter Pot - 102
18. Bertus Brendel (niet in kieskring 3) - 26
19. Hanneke Becht (niet in kieskring 3) - 113
20. Cor Nouws (niet in kieskring 3) - 48
21. Ernst Sonneveldt - 43
22. John Bronkhorst (niet in kieskring 3) - 33
23. Friel de Smeth (niet in kieskring 3) - 17
24. Otto ter Haar - 31
25. Carla Seelemeijer (niet in kieskring 3) - 73
26. Hein van Caspel (niet in kieskring 3) - 38
27. Gerard Meereboer (niet in kieskring 3) - 43
28. Igor Cornelissen - 69
29. Ruud Repko (niet in kieskring 3) - 58
30. Roel van Duijn - 894

CDA · PvdA · VVD · D66 · GroenLinks · SGP · GPV · RPF · Centrumdemocraten · De Nieuwe Partij · PSP'92 · SP · SAP · Natuurwetpartij · PMR · Unie 55+ · SBP · AOV · CP'86 · Libertarische Partij · De Groenen · Vrije Indische Partij · NCPN · ADP · Solidair '93 · Patriottisch Democratisch Appèl
1986 · 1989 · 1994 · 1998 · 2006 · 2021 · 2023